# Patrice Gaille
Patrice Gaille (La Chaux-de-Fonds, 15 de abril de 1956) es un deportista suizo que compitió en esgrima, especialista en la modalidad de espada. Ganó cinco medallas en el Campeonato Mundial de Esgrima entre los años 1977 y 1982.

## Palmarés internacional
| Campeonato Mundial | Campeonato Mundial         | Campeonato Mundial | Campeonato Mundial |
| Año                | Lugar                      | Medalla            | Prueba             |
| ------------------ | -------------------------- | ------------------ | ------------------ |
| 1977               | Buenos Aires (Argentina)   | Medalla de plata   | Espada por equipos |
| 1977               | Buenos Aires (Argentina)   | Medalla de bronce  | Espada individual  |
| 1979               | Melbourne (Australia)      | Medalla de bronce  | Espada por equipos |
| 1981               | Clermont-Ferrand (Francia) | Medalla de plata   | Espada por equipos |
| 1982               | Roma (Italia)              | Medalla de plata   | Espada por equipos |